# アントニオ・ナエルソン
アントニオ・ナエルソン・マティアス（Antônio Naelson Matias, 1976年5月23日 - ）は、ブラジル・リオグランデ・ド・ノルテ州出身の元メキシコ代表サッカー選手。現役時代のポジションはMF。愛称はジーニャ、またはシーニャ。

## 経歴
リオグランデ・ド・ノルテ州、ナタールを本拠地とするクラブ、アメリカFCでキャリアをスタートさせた。メキシコのクラブ、CFモンテレイで1年過ごした後、1999年にデポルティーボ・トルーカFCに加入。
メキシコに帰化し、メキシコ代表としてアテネオリンピックにも出場したが、グループリーグでマリ代表、韓国代表に次ぐ3位となり敗退した。2005年のコンフェデレーションズカップでも、日本代表を相手にゴールを奪うなどメキシコの4位に貢献。また、同年に行われたCONCACAFゴールドカップにも招集された。ドイツW杯にも出場し、2006年6月11日のイラン代表戦で79分に得点を決め、メキシコ国外で生まれた代表選手として初めてワールドカップで得点を挙げた選手となった。
2010年5月23日、彼の誕生日に5度目のメキシコリーグ優勝を決めた。

## 所属クラブ
- アメリカFC 1995-1997
- CFモンテレイ 1998-1999
- デポルティーボ・トルーカFC 1999-2017
  -  ケレタロFC （loan）2014-2016

## 代表歴

### 出場大会
- メキシコ代表
  - 2006 FIFAワールドカップ

### 試合数
- 国際Aマッチ 59試合 6得点（2004年-2013年）[2]

| メキシコ代表 | 国際Aマッチ | 国際Aマッチ |
| 年           | 出場        | 得点        |
| ------------ | ----------- | ----------- |
| 2004         | 5           | 1           |
| 2005         | 21          | 3           |
| 2006         | 10          | 1           |
| 2007         | 0           | 0           |
| 2008         | 10          | 1           |
| 2009         | 3           | 0           |
| 2010         | 0           | 0           |
| 2011         | 6           | 0           |
| 2012         | 1           | 0           |
| 2013         | 3           | 0           |
| 通算         | 59          | 6           |

## タイトル
- プリメーラ・ディビシオン ベラーノ2000, アペルトゥーラ2002, アペルトゥーラ2005, アペルトゥーラ2008, ビセンテナリオ2010
- CONCACAFチャンピオンズリーグ 2003